# HMS Orpheus (N46)
HMS Orpheus (N46) là một  tàu ngầm lớp Odin được Hải quân Hoàng gia Anh chế tạo vào cuối thập niên 1920. Nó là chiếc tàu chiến thứ sáu của Hải quân Anh được đặt cái tên này, theo tên Orpheus, một nhân vật trong thần thoại Hy Lạp. Nhập biên chế năm 1930, nó được phái sang phục vụ tại Viễn Đông cho đến khi Chiến tranh Thế giới thứ hai bùng nổ, và được điều về tăng cường cho lực lượng tại Địa Trung Hải khi Ý tuyên chiến với Pháp. Orpheus mất tích tại khu vực phụ cận Benghazi, Libya từ chiều tối ngày 19 tháng 6, 1940 mà không biết chính xác nguyên nhân.

## Thiết kế và chế tạo

### Thiết kế
Lớp Odin được chế tạo với một thiết kế được cải biến, có kích thước lớn hơn chiếc nguyên mẫu HMS Oberon. Nó có chiều dài chung 283 ft 6 in (86,41 m), mạn tàu rộng 30 ft (9,1 m) và mớn nước sâu 16 ft 1 in (4,90 m). Nó có trọng lượng choán nước 1.781 tấn Anh (1.810 t) khi nổi và 2.083 tấn Anh (2.116 t) khi lặn. Con tàu được vận hành bằng hai động cơ diesel Admiralty công suất 2.950 bhp (2.200 kW) cùng hai động cơ điện công suất 1.350 shp (1.010 kW), mỗi chiếc dẫn động một trục chân vịt. Nó đạt được tốc độ tối đa 15 kn (28 km/h) trên mặt nước và 9 kn (17 km/h) khi di chuyển ngầm.
Lớp Odin có thủy thủ đoàn đầy đủ 53 đến 55 người. Con tàu trang bị một hải pháo QF 4-inch/40 Mk IV, hai súng máy Lewis, cùng tám ống phóng ngư lôi 533 milimét (21,0 in), gồm sáu ống trước mũi và hai ống phía đuôi. Nó có thể mang theo tổng cộng 24 ngư lôi 21 in (530 mm).

### Chế tạo
Orpheus được đặt lườn tại xưởng tàu của hãng William Beardmore and Company tại Dalmuir, Scotland vào ngày 14 tháng 4, 1927. Nó được hạ thủy vào ngày 26 tháng 2, 1929 và nhập biên chế cùng Hải quân Hoàng gia Anh vào ngày 23 tháng 9, 1930.

## Lịch sử hoạt động
Sau khi phục vụ cùng Chi hạm đội tàu ngầm 5 tại Portsmouth trong giai đoạn 1930-1931, Orpheus được cử sang Viễn Đông, nơi nó phục vụ cùng Chi hạm đội tàu ngầm 5 đặt căn cứ tại Hong Kong từ năm 1931 đến năm 1939. Khi Chiến tranh Thế giới thứ hai nổ ra tại Châu Âu, nó lên đường đi sang Singapore vào đầu tháng 12, 1939, rồi được điều sang Chi hạm đội tàu ngầm 8 đặt căn cứ tại Colombo, Ceylon (nay là Sri Lanka), đến nơi vào ngày 14 tháng 12.
Đến tháng 4, 1940, Orpheus gia nhập Chi hạm đội tàu ngầm 1 đặt căn cứ tại Alexandria, Ai Cập, và được điều sang Malta không lâu sau đó. Chiếc tàu ngầm khởi hành từ Malta vào khoảng ngày 4 tháng 6 để tuần tra bảo vệ khu vực phụ cận Malta. Sau khi Ý tuyên chiến với Pháp vào ngày 10 tháng 6, nó được lệnh tuần tra tại khu vực Tây Nam Malta cho đến ngày 18 tháng 6, khi nó được lệnh quay trở về căn cứ tại Alexandria, Ai Cập. Sang ngày hôm sau 19 tháng 6, nó được lệnh tuần tra ngoài khơi Benghazi, Libya, và hoạt động tại khu vực ngày cho đến 16 giờ 00 ngày 24 tháng 6, rồi dự kiến sẽ đi đến Alexandria lúc 03 giờ 30 phút ngày 26 tháng 6. Orpheus xác nhận mệnh lệnh này lúc 21 giờ 15 ngày 19 tháng 6, và sau đó nó hoàn toàn mất liên lạc với căn cứ.
Không thể biết chính xác nguyên nhân khiến Orpheus bị mất; nhiều khả năng chiếc tàu ngầm đã trúng thủy lôi ngoài khơi Benghazi. Một số nguồn cho rằng chiếc tàu ngầm bị tàu khu trục Ý Turbine đánh chìm vào ngày 19 tháng 6 ở vị trí 25 nmi (46 km) về phía Bắc Tobruk, Libya, tại tọa độ 32°30′B 24°00′Đ / 32,5°B 24°Đ, nhưng sự kiện này xảy ra trước khi Orpheus gửi bức điện cuối cùng về căn cứ, nên giả thuyết này bị loại trừ.
HMS Orpheus được cho là đã bị mất tích vào ngày ngày 27 tháng 6, 1940.